# José Joaquín Prieto
Pour les articles homonymes, voir Prieto.
Joaquín Prieto Vial, aussi connu sur le nom de José Joaquín Prieto Vial, né à Concepción (20 août 1786- 22 novembre 1854) est un militaire chilien et un homme d'État. Il est deux fois président du Chili entre 1831 et 1841. José Joaquín Prieto était d'origine espagnole et basque.

## Jeunesse
Prieto est l'un des cinq fils d'un officier créole de Concepción. Après avoir terminé l'école, il rejoint la garnison de cavalerie dans sa ville natale. En 1810, il rejoint la lutte pour l'indépendance chilienne contre la volonté de son père. Il rencontre Manuela Warnes García de Zúñiga à Buenos Aires et l'épouse en 1812. Pendant la Guerre d'indépendance du Chili, il sert en tant que capitaine. Dans le différend entre Bernardo O'Higgins et José Miguel Carrera, il prend le côté de O'Higgins, qui le fait ensuite Intendant général de l'armée du sud.
Après la défaite à la Bataille de Rancagua, Prieto fuit à Mendoza, en Argentine pour construire l'Armée de libération des Andes. Après la victoire des Chiliens dans la Bataille de Chacabuco en 1817, il est nommé commandant général de Santiago, où il s’occupe des stratégies de défense et des questions militaires. Puis, il dirige son attention vers le Pérou, afin de soutenir sa lutte pour l'indépendance.
Ses réalisations militaires - en particulier dans le sud du pays - lui valent le respect des milieux conservateurs-centralistes, qui l'encouragent à entamer une carrière politique; ce qu’il fait en 1823 ; cette  même année il est élu à la Chambre des députés du Chili et nommé en Conseil d'État. Dans cette position, il plaide pour un gouvernement central fort et influent et combat les ambitions d'indépendance fédéralistes des régionalistes. En 1828, il est élu vice-président du Chili.

## Carrière politique et  guerre civile de 1829
La carrière militaire de Prieto continue à progresser. En 1828, il est promu général et commandant de l'armée dans le sud. En 1829, lors des élections présidentielles, ni lui, ni son adversaire libéral fédéraliste Joaquín Vicuña n’obtiennent la majorité absolue. La majorité libérale du  Congrès nomme le président du sénat Francisco Ramón Vicuña, vice-président. Les conservateurs considèrent cette initiative comme inconstitutionnelle, ce qui déclenche une guerre civile.
En tant que commandant de l'armée du sud, Prieto marche sur Santiago. Le 14 décembre 1829, lui et ses troupes rencontrent l'armée libérale dirigée par Francisco de la Lastra et les bat à la bataille de Ochagavía. Puis, en 1830, un accord est finalemen trouvé après la défaite de Ramón Freire à la Bataille du Lircay.

## Administration
Après la mort du président de transition José Tomás Ovalle, Fernando Errázuriz Aldunate devient président provisoire du 8 mars au 31 mars 1831. Il est rapidement remplacé par Prieto lui-même le 10 avril. Le 18 septembre 1831, Prieto est finalement en mesure de reprendre le travail en tant que président élu pour un premier mandat de cinq ans.
Son principal objectif est de rétablir la loi et l'ordre; il compte sur son ministre Diego Portales, pour maintenir la stabilité politique nécessaire au pays afin de se remettre de la décennie d'anarchie. Il charge également Manuel Bulnes de bannir les bandits commandés par les frères Pablo et José Antonio Pincheira qui ont fait de la zone avoisinant Concepción une zone dangereuse. Le 25 mai 1833 une nouvelle constitution est adoptée, qui - avec quelques modifications - reste valable jusqu'en 1925. Il prévoit un long terme de 5 ans du mandat du président, qui pourrait être réélu une seule fois. 
Au cours de sa longue présidence de 10 ans, Prieto élargit le pouvoir gouvernemental et établit les bases d'une administration publique au Chili. Les premiers établissements d'enseignement comme l'Instituto Nacional sont fondés en 1837 et les ministères de la Justice et de l'éducation nationale sont créés. La politique étrangère de Prieto est dominée par la Guerre de la Confédération avec le Pérou entre 1836 et 1839. L'armée chilienne dirigée par Manuel Blanco Encalada avait subi de lourdes pertes, lors du Traité de Paucarpata, si bien que Manuel Bulnes prend la direction de l'armée et la conduite à la victoire lors de la bataille de Yungay

## Les dernières années
En 1841, le héros victorieux Bulnes est élu comme successeur de Prieto. Après son départ de la présidence Prieto est sénateur jusqu'en 1852 et prend le commandement de l'infanterie et de la marine de Valparaíso jusqu'en 1846. En 1846, il s’établit à Santiago du Chili, où il meurt le 22 novembre 1854 à l'âge de 68 ans,,.